# 布雷登顿海滩 (佛罗里达州)
布雷登顿海滩（英語：Bradenton Beach），是美国佛罗里达州馬納提縣下属的一座城市。建立于1952年。面积约为2.8平方公里（约合1平方英里）。根据2010年美国人口普查，该市有人口1,171人。论人口在本州排行第319。